# Cele două englezoaice și continentul
Cele două englezoaice și continentul (în franceză Les Deux Anglaises et le Continent) este un film francez de dramă romantică din 1971 regizat de François Truffaut și adaptat după romanul omonim din 1956 de Henri-Pierre Roché. Filmul îi are în rolurile principale pe Jean-Pierre Léaud în rolul lui Claude, Kika Markham în rolul lui Anne și Stacey Tendeter în rolul lui Muriel. Truffaut a restaurat 20 de minute de filmare, care completează personajele, înainte de moartea sa în 1984.

## Rezumat
Filmul începe în Paris, în jurul anului 1902. Naratorul (Truffaut însuși) explică faptul că Claude Roc și mama sa văduvă sunt vizitați de Anne Brown, fiica unui vechi prieten. Anne îl invită pe Claude să-și petreacă vara pe coasta Țării Galilor alături de mama ei văduvă și de sora ei, Muriel. În timp ce se bucură de compania lui Claude, speranța ei este că acesta ar putea fi un soț pentru introvertita ei soră, care are probleme cu vederea. În cele din urmă, Claude și Muriel încep să se îndrăgostească, iar Claude învinge rezistența inițială a acesteia și o convinge să accepte să se căsătorească. Doamna Roc, care se presupune că este îngrijorată de sănătatea lor precară și cu acordul doamnei Brown, spune că trebuie să trăiască separat timp de un an, fără nicio comunicare, înainte de a se căsători.
Întors în Franța, Claude se mișcă în cercuri artistice și are relații cu mai multe femei, în timp ce Muriel, în Țara Galilor, ține un jurnal și devine din ce în ce mai abătută. Claude, cu încurajarea mamei sale, îi scrie lui Muriel, rupând logodna, deoarece dorește să fie liber să se concentreze asupra afacerilor sale. Muriel este devastată. Anne pleacă de acasă pentru a studia sculptura la Paris, unde își pierde virginitatea cu Claude. Ea este de acord să aibă o relație neexclusivă cu Claude, permițându-i acestuia să continue să aibă aventuri cu alte femei și, în cele din urmă, are o relație cu Diurka, un editor elegant care o duce apoi în Persia, încurajat de Claude. Muriel îi trimite jurnalul ei, care include detalii despre experiența sa cu un eveniment lesbian din copilărie și despre lupta prelungită împotriva dorinței de masturbare, lui Claude, care îl publică împotriva dorinței sale.
Muriel vine la Paris, iar ea și Claude își reaprind dragostea. Cu toate acestea, când Anne îi spune lui Muriel despre aventura lui Claude cu ea, la insistențele lui Claude, aceasta se prăbușește într-o depresie profundă și se întoarce în Țara Galilor. Anne s-a logodit cu un francez pe nume Nicholas, dar se îmbolnăvește și ea și se întoarce în Țara Galilor, murind în mijlocul familiei sale, cu Diurka lângă ea.
Diurka îi spune lui Claude că Muriel pleacă de acasă pentru a se angaja în Belgia. Claude se întâlnește cu ea la Calais și petrec împreună acea noapte la un hotel, în timpul căreia Muriel își pierde și virginitatea. Dimineața ea spune că trebuie să se despartă pentru totdeauna, deoarece Claude nu este potrivit pentru căsătorie, în ciuda ofertei sale reînnoite de căsătorie. Mai târziu, Muriel îi scrie că este însărcinată, ceea ce îi dă speranțe de căsătorie lui Claude, dar o a doua scrisoare îi spune că s-a înșelat și că relația lor este cu adevărat încheiată. Mai târziu, el află că Muriel s-a căsătorit și că este profesoară și are o fiică. Claude transformă întreaga saga a relației sale cu surorile într-un roman, care este publicat de Diurka.
Într-un epilog care se petrece în anii 1920, naratorul explică faptul că Claude, care este acum un autor de succes, dar necăsătorit, și a cărui mamă a murit, încă visează la talentele artistice ale lui Anne și la copiii pe care el și Muriel i-ar fi putut avea.

## Distribuția
- Jean-Pierre Léaud – Claude Roc
- Kika Markham – Anne Brown
- Stacey Tendeter – Muriel Brown
- Sylvia Marriott – doamna Brown
- Marie Mansart – doamna Roc
- Philippe Léotard – Diurka
- Irène Tunc – Ruta
- Mark Peterson – domnul Flint
- David Markham – chiromantul
- Georges Delerue – agentul lui Claude
- Marcel Berbert – agentul de artă
- Annie Miler – Monique de Montferrand
- Christine Pellé – secretara lui Claude
- Jeanne Lobre – Jeanne
- Marie Iracane – servitoarea doamnei Roc
- Jean-Claude Dolbert – polițistul englez
- Anne Levaslot – Muriel copil
- Sophie Jeanne – Clarisse
- René Gaillard – șoferul de taxi
- Sophie Baker – prietena din cafenea
- Laura Truffaut – copil
- Eva Truffaut – copil
- Mathieu Schiffman – copil